# Roncus birsteini
Roncus birsteini är en spindeldjursart som beskrevs av Krumpál 1986. Roncus birsteini ingår i släktet Roncus och familjen helplåtklokrypare. Inga underarter finns listade i Catalogue of Life.